# 刺牙鳳尾蘚
刺牙鳳尾蘚（学名：Fissidens serratus）为鳳尾蘚科鳳尾蘚屬下的一个种。

## 扩展阅读
- 維基物種上的相關：刺牙鳳尾蘚